# 5417 Solovaya
5417 Solovaya eller 1981 QT är en asteroid i huvudbältet som upptäcktes den 24 augusti 1981 av den slovakiske astronomen L. Brožek vid Kleť-observatoriet. Den är uppkallad efter astronomen Nina A. Solovaya.